# Alliage à mémoire de forme
Pour les articles homonymes, voir AMF et Mémoire de forme.
Un alliage à mémoire de forme (AMF) est un alliage possédant plusieurs propriétés inédites parmi les matériaux métalliques : la capacité de garder en mémoire une forme initiale et d'y retourner même après une déformation, la possibilité d'alterner entre deux formes préalablement mémorisées lorsque sa température varie autour d'une température critique, et un comportement super-élastique permettant des allongements sans déformation permanente supérieurs à ceux des autres métaux.
Parmi les principaux alliages à mémoire de forme, on retrouve toute une variété d'alliages de nickel et de titane comme constituants principaux, en proportions presque égales. Bien que « nitinol » ne soit en fait que le nom de l'un de ces « alliages quasi-équiatomiques nickel-titane », cette appellation est devenue couramment utilisée dans la littérature pour désigner l'ensemble de ces alliages, qui ont des propriétés fort semblables. Afin d'alléger le texte, il en sera fait ici le même usage. Dans une moindre mesure, le laiton et certains alliages cuivre-aluminium possèdent également des propriétés de mémoire de forme.
Ces alliages à base de cuivre ont été mis au point par M. Clément et M. Mutel au sein du centre de recherche métallurgique de Tréfimétaux.

## Historique
Le phénomène qui donne son nom aux alliages à mémoire de forme n'a été observé pour la première fois que dans les années 1930 par le chercheur suédois Arne Ölander, qui avait noté la capacité de l'alliage or-cadmium (Au-Cd) de retrouver une forme connue après avoir été déformée, observation qui fut aussi faite par Chang et Read vers la même époque. Peu de temps après, en 1938, Greninger et Mooradian, et parallèlement Kurdyumov, constatèrent l'existence du même phénomène dans certains laitons (alliage cuivre-zinc). L'effet mémoire de forme fut trouvé pendant les années qui suivirent dans plusieurs alliages : les systèmes fer-platine, indium-cadmium, fer-nickel, nickel-aluminium et dans l'acier inoxydable.
Ce n'est cependant qu'en 1962, à la découverte d'un effet mémoire de forme dans un intermétallique d'un alliage de nickel-titane par Buehler et Wiley du Naval Ordnance Laboratory (d'où le nom « nitinol » est tiré : nickel-titane Naval Ordnance Laboratory), que l'intérêt pour la recherche et le potentiel commercial des AMF prit réellement son envol. Depuis, en plus des alliages quasi-équiatomiques nickel-titane, certains autres alliages montrant des caractéristiques de mémoire de forme furent développés, les plus populaires commercialement étant certains alliages contenant du cuivre, Cu-Al-Ni et Cu-Al-Zn,.
Le couplage des propriétés magnétiques et thermiques a été récemment démontré dans le Ni-Mn-Ga. La transformation martensitique est toujours sous contrôle thermo-élastique, mais les variantes de martensites obtenues peuvent être orientées par l'application d'un champ magnétique, ouvrant ainsi la voie à un contrôle magnétique des AMF,,,.
Parmi les usages grand public des matériaux à mémoire de forme, citons les montures de lunette ainsi que les pare-chocs de voiture (le recours aux AMF n'est bien sûr pas systématique dans ces applications).

## Description
Les caractéristiques des AMF proviennent du fait qu'ils ont deux phases cristallographiques, appelées par analogie aux aciers phase martensitique et phase austénitique. Le passage d'une phase à une autre se fait soit par changement de température, soit par application d'une contrainte. L'intérêt des AMF est que la transformation de phase est displacive (faibles déplacements globaux d'atomes, donc pas de changement même local de la composition chimique) plutôt que diffusive, et surtout qu'elle se fait à volume constant et donc qu'elle est réversible.
Ce phénomène fait appel aux notions de réaction martensitique-austénitique et de trempe.
Un AMF à la phase austénitique se transforme en martensite lorsqu’il est refroidi au-dessous d’une température Ms jusqu’à transformation totale à une température Mf. La transformation de phase dans ce sens est dite transformation directe. Inversement, un AMF à la phase martensitique commence à se transformer en austénite lorsqu’il est chauffé au-dessus d’une température As jusqu’à transformation totale à une température Af.  La transformation de phase dans ce sens est dite inverse.
Chaque cristal martensitique est orienté suivant une certaine direction dans l’espace dite variante. Une martensite est dite orientée si elle présente une variante dominante. Dans le cas contraire on dit qu’elle est auto-accommodée. La martensite auto-accommodée se forme lorsque l’austénite est refroidie sans contrainte mécanique. Dans ce cas, l’AMF ne présente pas de déformation macroscopique visible puisque aucune variante n’est privilégiée lors de l’accommodation des variantes,.
La martensite orientée se forme lorsqu'une contrainte appliquée à la martensite auto-accommodée dépasse une certaine limite σs. Les variantes s’orientent alors suivant la direction d’application de la contrainte résultant à une déformation macroscopique plus importante que la déformation élastique. La réorientation des variantes cesse lorsque la contrainte dépasse un seuil σf. La déformation due à la réorientation des variantes n’est pas recouverte lorsque la contrainte mécanique est supprimée. Cette déformation est entièrement récupérée lorsque l’AMF est transformé en austénite par un chauffage sans contrainte au-dessus de la température Af.
Les alliages suivants possèdent des propriétés de mémoire de formes : certains laitons, le nickel-titane, certains alliages cuivre-aluminium.

## Effets
Les Alliages à Mémoire de Forme (AMF) regroupent un ensemble d'alliages métalliques présentant diverses propriétés:

### La super-élasticité
L'alliage est capable de se déformer énormément (jusqu'à 10 %) de manière réversible sous l'effet d'une contrainte.
Un chargement super-élastique s’applique à un AMF entièrement austénitique. Il consiste à appliquer une contrainte mécanique suffisamment importante pour induire une transformation de phase directe. La martensite se forme ainsi avec des variantes orientées suivant la direction du chargement induisant une déformation importante (comparée au comportement élastique). Lorsque la contrainte est relâchée, la transformation inverse s’active et l’AMF recouvre sa forme initiale lorsqu’il redevient austénitique.  

### L'effet mémoire simple sens
L'alliage est capable de retrouver par chauffage sa forme initiale après une déformation mécanique;
Cette déformation mécanique "mémorisée" correspond à la déformation de la martensite due à l'orientation des variantes après l'application et la suppression d'une contrainte mécanique. La forme "mémorisée" est récupérée lorsque l'AMF (à la phase martensite orientée) est chauffé sans contraintes externes jusqu'à transformation complète en austénite (>= Af). L'AMF ne récupère pas la forme mémorisée lorsqu'il est refroidi (jusqu'à =< Mf) après sans contrainte. C'est pour cette raison que cet effet mémoire est qualifié de "simple".

### L'effet mémoire double sens
L'alliage est capable d'avoir deux formes stables réversibles, l'une au-dessus d'une température dite critique et l'autre en dessous; 
Contrairement à l'effet mémoire simple sens, l'AMF récupère la déformation "mémorisée" lors de la transformation de phase directe par refroidissement. Les variantes martensitiques qui se forment sont orientées suivant la forme souhaitée, soit par application d'une contrainte externe (effet mémoire double dit assisté), soit par "éducation" (effet mémoire double dit non-assisté).
L'éducation d'un AMF consiste à lui appliquer un chargement thermomécanique répétitif provoquant un changement de phase cyclique. Le chargement introduit des défauts au niveau de la microstructure résultant à des contraintes internes favorisant une orientation de variantes. Ainsi, l'AMF éduqué, initialement austénitique, se transforme directement en martensite orientée (suivant l'orientation souhaitée introduite par éducation) par refroidissement sans application de contraintes externes.

### L'effet élastocalorique
L'effet élastocalorique : l'alliage subit une variation de température par l'application ou la suppression d'une contrainte mécanique. Lorsqu'un AMF subit une transformation de phase martensitique sous contrainte, il peut soit libérer, soit absorber de la chaleur en fonction de la direction du changement de phase. Ce phénomène permet de convertir l'énergie mécanique en énergie thermique de manière réversible.

### L'effet caoutchoutique
L'effet caoutchoutique : l'alliage (sous forme martensitique auto-accommodée) subissant une déformation conserve au relâchement une déformation résiduelle ; si le matériau est à nouveau contraint puis déchargé, cette déformation résiduelle augmente ;

### L'effet amortissant
L'effet amortissant : l'alliage est capable d'amortir des chocs ou d'atténuer des vibrations mécaniques. En effet la super-élasticité ou même simplement l'élasticité de la phase martensitique présentent un phénomène d'hystérésis qui entraîne une dissipation de l'énergie.

## Applications
Les propriétés particulières du nitinol et des autres AMF eurent vite fait d'intéresser les ingénieurs et chercheurs, et plusieurs applications ont été imaginées pour ce nouveau matériau. Pour en donner une idée, en février 1990, la liste des brevets demandés pour des applications impliquant des alliages à mémoire de forme était aussi longue que variée : nettoyeur à vide, appareil pour endormir, nouvelle méthode pour la fabrication des chaussures, tissus à mémoire de forme, couches, bateau-jouet, cravate, valve de refroidisseur d'huile, méthode de fabrication du béton... Si les idées sont nombreuses, les applications réelles le sont bien moins et les succès commerciaux se font encore plus rares. Voici quelques exemples.

### Mémoire de forme
- Capteur de température (type bilame mais mono-matériau), par exemple dans des friteuses.
- Actionneurs en robotique.
- Manchons d'accouplement.
- Agrafes pour fractures osseuses.
- Stents.
- Récupération de chaleur basse température et conversion en électricité [12]

### Super-élasticité
- Outils dentaires.
- Fils d'orthodontie.
- Pince chirurgicale.
- Monture de lunettes.
- Armature de soutiens-gorge.

### Application pratique innovante
- En 2017, les chercheurs ont réussi à mettre au point le premier robot mou capable de se déplacer sans moteur ni système mécanique, une innovation qui, en utilisant des alliages à mémoire ouvre la voie à de nombreuses possibilités aussi bien dans l'aérospatiale que dans la recherche nanoscopique[réf. souhaitée].
- Des scientifiques ont mis au point un robot capable de s'introduire dans le rectum du patient pour procéder à une coloscopie. Utilisant neuf ressorts en alliage à mémoire de forme et des mouvements ondulés similaires à la façon dont l’intestin se déplace, cet appareil se veut d'avoir une progression plus fluide qu'une sonde classique. De quoi rendre l'examen médical plus agréable pour le patient et éviter les risques de perforation de la paroi intestinale[13],[14].